# Die Another Day (cântec)
„Die Another Day” este melodia de pe genericul filmului James Bond cu același nume. A fost melodia care a marcat aniversarea a 20 de ani de carierǎ a Madonnei. Melodia, lansatǎ spre sfârșitul anului 2002, a atins #8 în Statele Unite și #3 în Marea Britanie, devenind cea mai de succes melodie "Bond" din 1985 pânǎ atunci. Melodia a fost inclusǎ și pe albumul din 2003 al artistei, American Life.

## Videoclipul
Videoclipul a fost regizat de "Tracktor", o echipǎ de regizori suedezi, și filmat între 22 august-27 august 2002, la Hollywood Center Studios, în California. Continuând trendul de a filma clipuri violente ("What It Feels like for a Girl"), acest clip o înfǎțișeazǎ pe Madonna bǎtutǎ și torturatǎ, bǎgatǎ cu capul sub apǎ, legatǎ de scaunul electric, plinǎ de sânge, rǎni, o buzǎ spartǎ și diferite alte urme de violențǎ, o recreere a scenei de început a filmului. Între timp, în subconștient, negrul (rǎul) și albul (binele), douǎ variante ale sale se bat între ele cu diferite arme (cuțite, topoare) pânǎ când Madonna cea bunǎ câștigǎ, omorând-o pe cea rea cu un harpon.
Clipul e unul din cele mai scumpe ale Madonnei, costând mai mult de 6 milioane de dolari americani, datoritǎ multelor efecte speciale.

## Compunerea și inspirația
Melodia a fost co-produsǎ de Madonna și Mirwais Ahmadzai în gama Mi minor. Melodia a stat 11 sǎptǎmâni pe locul #1 în topul vânzǎrilor Billboard, devenind cea mai de succes melodie a ei în acest top. Melodia a fost melodia Bond cu cel mai mare succes din 1985 pânǎ atunci, când melodia "A View to a Kill" a trupei Duran Duran. Criticile asupra acestui single au fost împǎrțite, din moment ce aceasta a fost nominalizatǎ atât pentru Cel Mai Bun Cântec Original la Globurile de Aur, cât și la Cel Mai Prost Cântec Original la "Zmeura de Aur". Într-un poll oficial din Marea Britanie având tema "James Bond's Greatest Hits", melodia s-a clasat pe locul #9. Ca o coincidențǎ, filmul "Die Another Day" a marcat aniversarea a 40 de ani de filme Bond, iar melodia "Die Another Day" 20 de ani de carierǎ a Madonnei (primul single al acesteia, Everybody, fusese lansat în octombrie 1982).
Unele remixuri pentru melodie conțin cuvinte rostite de Madonna. Aceasta a interpretat "Die Another Day" în turneul "Re-Invention" din 2004.

## Recepția

### Performanța în topuri
| Topuri (2002)                                     | Poziția maximǎ |
| ------------------------------------------------- | -------------- |
| Africa de Sud                                     | 2              |
| Australia                                         | 5              |
| Austria                                           | 2              |
| Canada                                            | 1              |
| Cehia                                             | 11             |
| Croația                                           | 1              |
| Elvetia                                           | 4              |
| Finlanda                                          | 4              |
| Franța                                            | 15             |
| Germania                                          | 4              |
| Italia                                            | 1              |
| Israel                                            | 1              |
| Lituania                                          | 1              |
| Olanda                                            | 5              |
| Noua Zeelandă                                     | 22             |
| România                                           | 1              |
| Spania                                            | 2              |
| Suedia                                            | 4              |
| Tokio                                             | 9              |
| Marea Britanie                                    | 3              |
| United World Chart                                | 1              |
| U.S. ARC Weekly Top 40                            | 1              |
| U.S. Billboard Hot 100                            | 8              |
| U.S. Adult Top 40                                 | 23             |
| U.S. Billboard Hot Dance Music/Club Play          | 1              |
| U.S. Billboard Hot Dance Music/Maxi-Singles Sales | 1              |
| U.S. Billboard Rhythmic Top 40                    | 22             |
| USA Billboard Top 40 Mainstream                   | 4              |
| USA Billboard Top 40 Tracks                       | 8              |
| USA Billboard Hot Dance Singles Sales             | 1              |

### Certificate
| Țara   | Certificat |
| ------ | ---------- |
| Franța | Argint     |